# Vague noire
La Vague Noire est le terme utilisé pour décrire le mouvement cinématographique yougoslave des années 1960 et du début des années 1970. Il fait partie du même mouvement qui secoue le cinéma européen dans les années 1960 (Nouvelle Vague en France, Nouveau cinéma allemand, Nouvelle Vague en Tchécoslovaquie).
Le terme Vague Noire est utilisé pour la première fois en 1969 par le critique Vladimir Jovičić dans l'article La vague noire dans notre cinéma paru dans le périodique Borba, afin de définir de façon péjorative les films des jeunes cinéastes yougoslaves qu'il perçoit comme trop pessimistes et nihilistes.
Les principales caractéristiques des films de ce mouvement sont une mise en scène moderne, un examen critique de la société de l'époque et l'humour noir.
Les principaux réalisateurs de ce mouvement sont : Dušan Makavejev, Aleksandar Petrović, Živojin Pavlović, Želimir Žilnik, Miroslav Antić, Lordan Zafranović, Mića Popović et Marko Babac.
Les films représentatifs sont : Innocence sans protection (1968) et Wilhelm Reich : Les Mystères de l'organisme (1971 ) de Dušan Makavejev, Tri (1966) et J'ai même rencontré des Tziganes heureux (1968) d'Aleksandar Petrović.
À partir de 1972, la censure met fin à ce mouvement. Les auteurs vont en prison ou partent en exil. Ainsi Makavejev est poussé à l'exil après la censure de son quatrième film Wilhelm Reich : Les Mystères de l'organisme, et Aleksandar Petrovic doit quitter ses fonctions à l'Académie du film de Belgrade.
À la fin des années 1970 et dans les années 1980, un nouveau mouvement yougoslave voit le jour : le Groupe de Prague. Ce groupe comprend six réalisateurs qui ont tous suivi des études d’art à Prague : Rajko Grlić, Srđan Karanović, Emir Kusturica, Goran Marković, Goran Paskaljević et Lordan Zafranović.